# Podhorce (powiat tomaszowski)
Podhorce – wieś w Polsce, położona w województwie lubelskim, w powiecie tomaszowskim, w gminie Tomaszów Lubelski.
W latach 1975–1998 wieś należała administracyjnie do województwa zamojskiego.
Wieś jest sołectwem w gminie Tomaszów Lubelski. Według Narodowego Spisu Powszechnego z roku 2011 wieś liczyła 445 mieszkańców.
Wieś jest siedzibą rzymskokatolickiej parafii Matki Bożej Częstochowskiej w Podhorcach.

## Części wsi
| SIMC    | Nazwa            | Rodzaj    |
| ------- | ---------------- | --------- |
| 0902375 | Kapsiówka        | część wsi |
| 0902381 | Kirkizówka       | część wsi |
| 0902398 | Kolonia Podhorce | część wsi |
| 0902406 | Mirajdówka       | część wsi |

## Historia
Wieś Podhorce położona jest w województwie lubelskim, na wysokości 270 m n.p.m. Krainy geograficzne, na pograniczu których leży, to Grzęda Sokalska i Środkowe Roztocze. W X wieku wchodziły one w obszar zwany Grodami Czerwieńskimi. Były to ziemie etnicznie mieszane, sąsiadujące z Lędzianami i Wiślanami. Ziemie te przechodziły pod wpływy Polski, Rusi Kijowskiej, Litwy i Węgier.
Data powstania wsi Podhorce jest nieznana. Historia jej dokładniej rysuje się dopiero w dokumentach pochodzących z XIX, m.in. w Słowniku Geograficznym Królestwa Polskiego. Wcześniej wzmiankowana była w 1409 r. w księgach łacińskiej parafii w Gródku. Wówczas jej posiadaczem był Mikołaj z Podhorzec, a w 1564 roku wśród właścicieli figurują Podhoreccy, Zwiantowcy i Dunikowscy. W XVIII wieku wymienieni są Góździowie i Rulikowscy.
Podczas I rozbioru wieś trafiła do Austrii. W roku 1809 okręg zamojski przyłączono do Księstwa Warszawskiego, a po upadku Napoleona Bonapartego w 1815 roku wieś stała się częścią Królestwa Polskiego pod zaborem Cesarstwa Rosyjskiego.

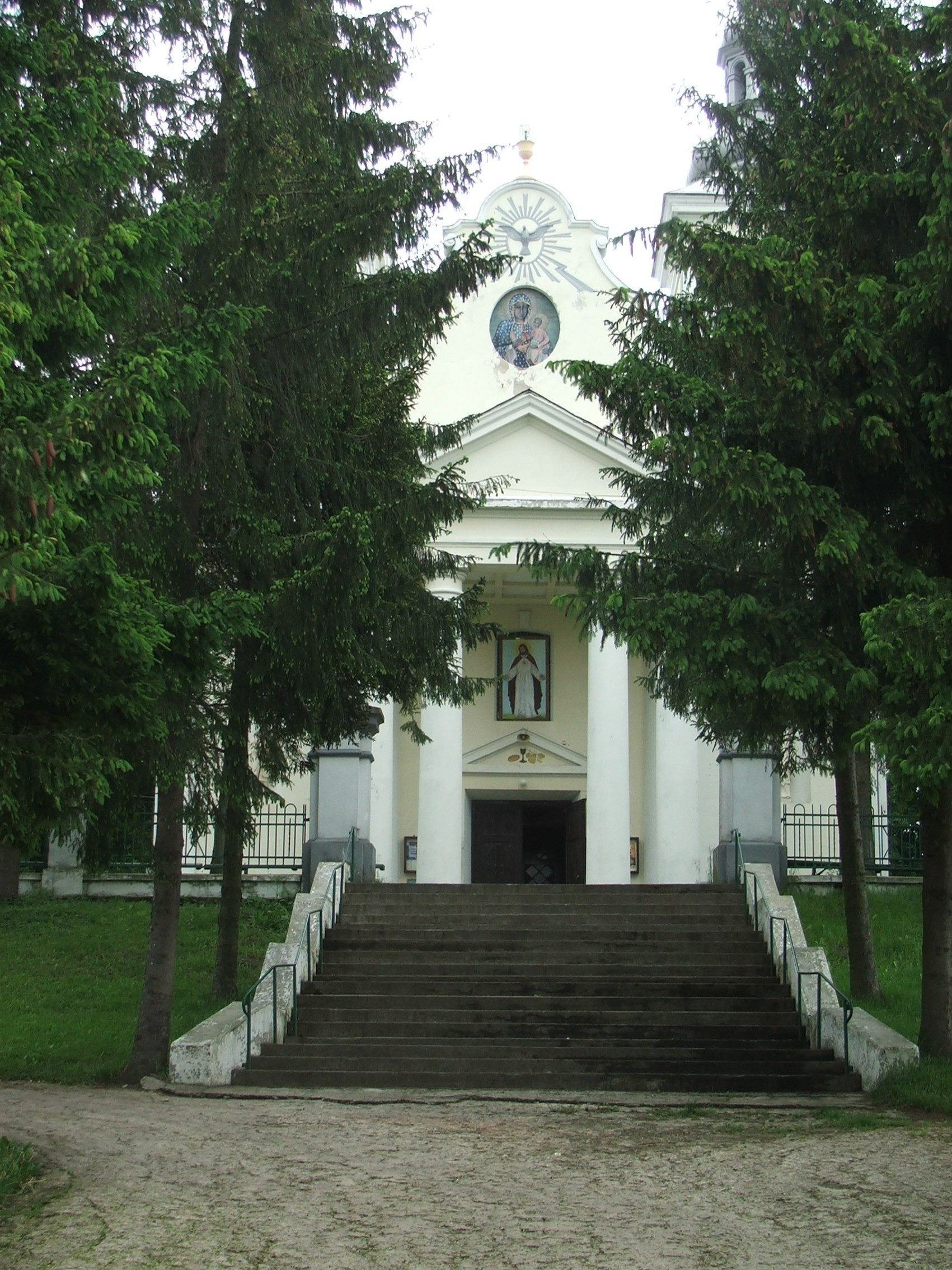
Kościół

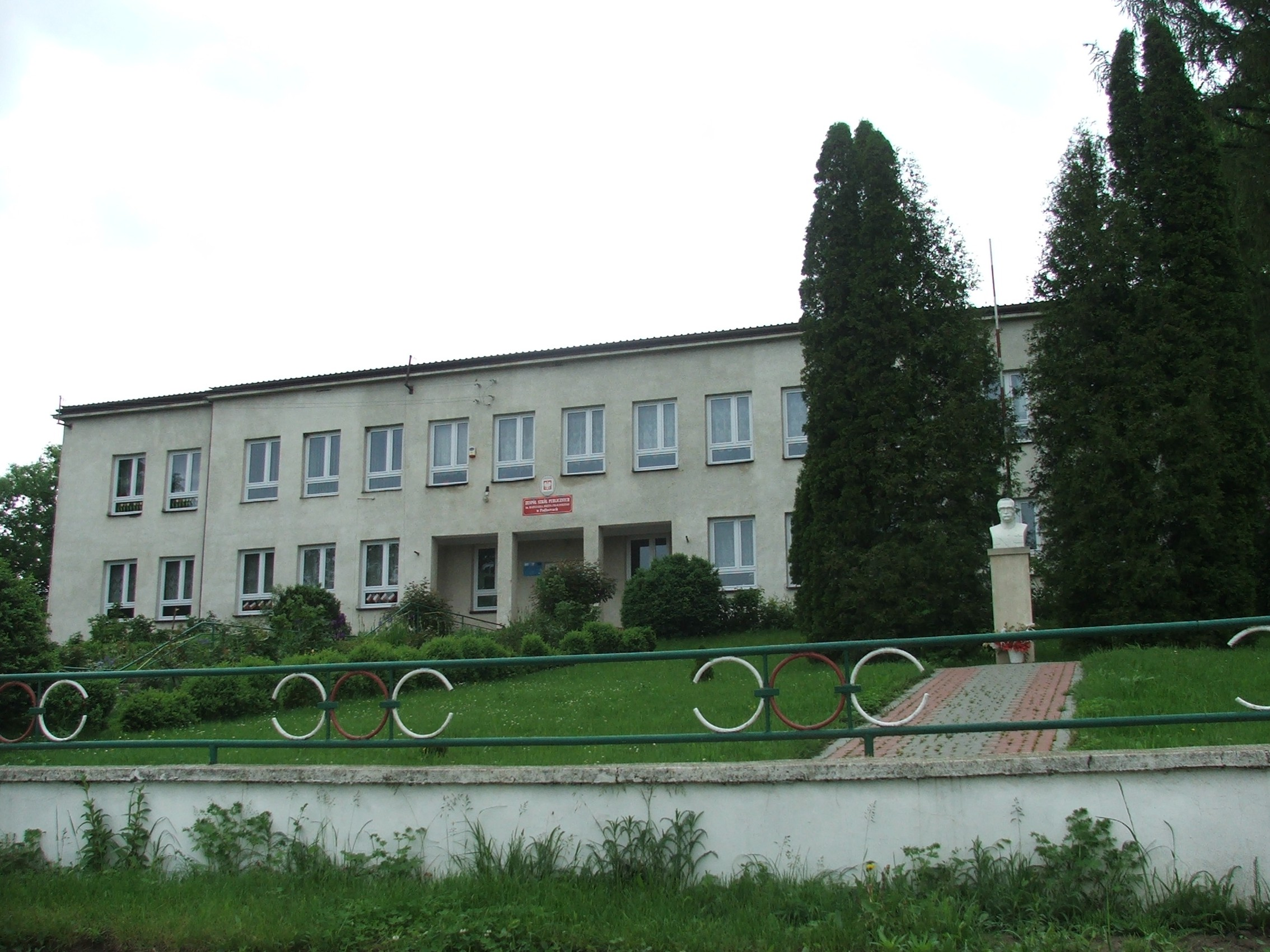
Szkoła

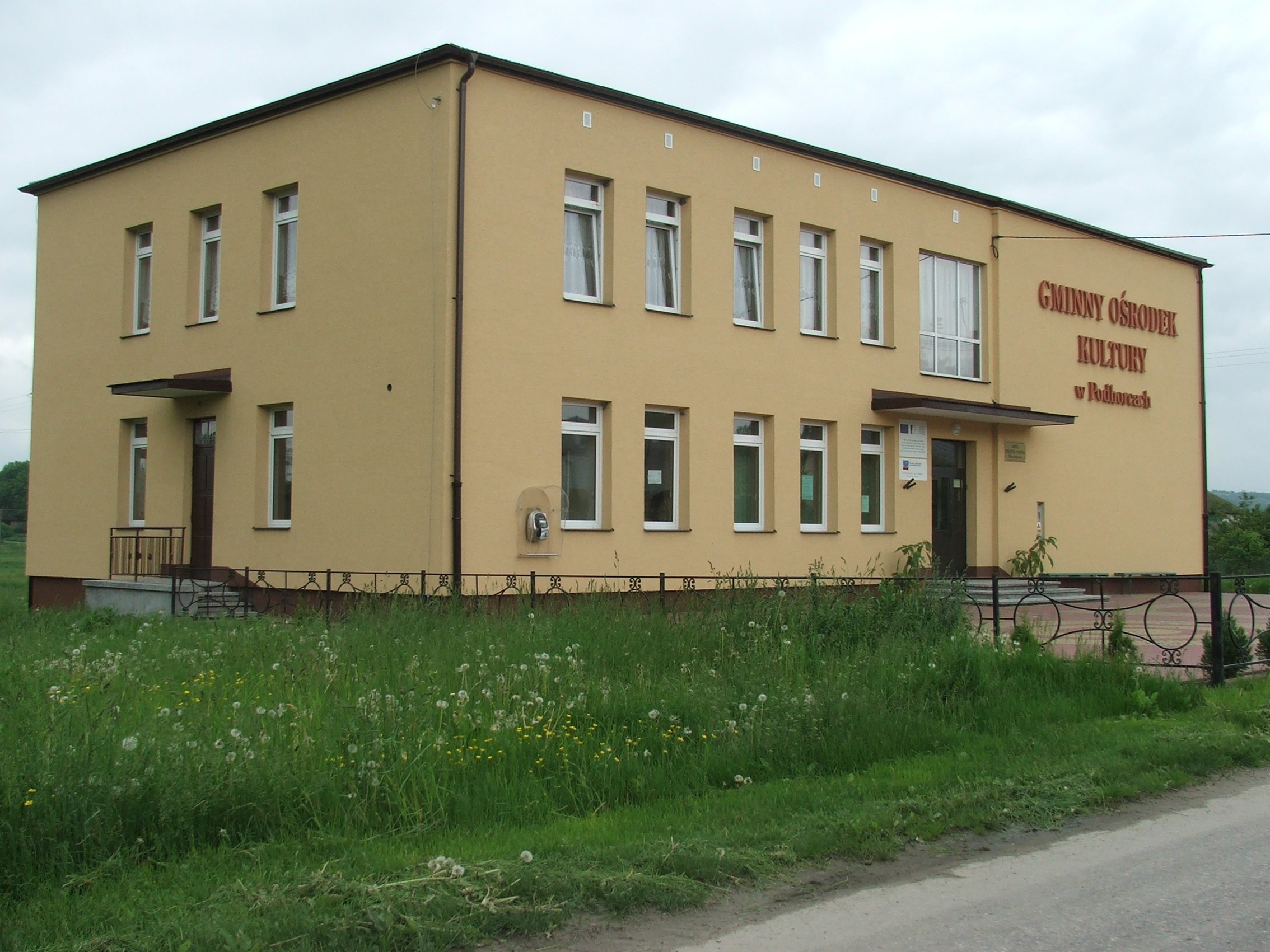
Gminny Ośrodek Kultury

Działania wojenne 1914-1918 przyniosły zmiany. W październiku 1917 r. cerkiew rekoncyfikowano na kościół katolicki. Mieszkańcy zbudowali dużą, parterową szkołę. Uaktywniła się Ochotnicza Straż Pożarna, która powstała w 1912 r. Młodzież działała w ZMW „Wici” i w Stowarzyszeniu Młodzieży Katolickiej pod opieką ks. T. Woźniaka. We wsi erygowano parafię.  W okresie międzywojennym wieś zamieszkiwała ludność polska, żydowska i ukraińska, zajmująca się przede wszystkim rolnictwem. Byli wśród niej szewcy, kowale, murarze, młynarze, stolarze, bednarze.
We wrześniu 1939 r. doszło tutaj do spotkania dwóch agresorów: niemieckiego i radzieckiego. Mieszkańcy wsi byli świadkami walki pod Tomaszowem Lubelskim. Od 17-23 IX rozpoczął się dla nich 5-letni okres okupacji. Wieś znalazła się w obrębie Generalnego Gubernatorstwa, należała do dystryktu Lublin, powiat zamojski, gmina Majdan Górny. Opór mieszkańców wsi i ich walkę przedstawia Kronika Podhorzec. Wśród mieszkańców wsi są tacy, którzy za swą polskość trafili do ubeckiej katowni w Tomaszowie Lubelskim zwanej „Cybulówką” lub „Smoczą Jamą”.